# Lamprocryptus panamensis
Lamprocryptus panamensis är en stekelart som först beskrevs av Cameron 1886.  Lamprocryptus panamensis ingår i släktet Lamprocryptus och familjen brokparasitsteklar. Inga underarter finns listade i Catalogue of Life.